# Zach Stewart
Zachary Robert Stewart (né le 28 septembre 1986 à Wichita Falls, Texas, États-Unis) est un ancien lanceur droitier de baseball. 

## Carrière
Athlète évoluant à l'Université de Texas Tech de Lubbock au Texas, Zach Stewart est repêché en troisième ronde en 2008 par les Reds de Cincinnati. Il amorce sa carrière professionnelle en ligues mineures avec des clubs associés aux Reds.
Le 31 juillet 2009, à la date limite des transactions dans le baseball majeur, Cincinnati échange le lanceur Josh Roenicke, le troisième but Edwin Encarnación et Stewart aux Blue Jays de Toronto pour obtenir le joueur de troisième but étoile Scott Rolen.
Stewart amorce sa carrière dans les majeures le 16 juin 2011 alors qu'il est le lanceur partant des Blue Jays face aux Orioles de Baltimore. Le droitier effectue une bonne sortie et n'accorde que deux points à l'adversaire en sept manches lancées. Toronto perd le match mais Stewart n'est pas impliqué dans la décision.
Le 27 juillet 2011, Stewart et son coéquipier lanceur Jason Frasor sont échangés aux White Sox de Chicago en retour du lanceur Edwin Jackson et du troisième but Mark Teahen. 
En 2012, Stewart est utilisé comme lanceur de relève à 17 reprises par Chicago et une seule fois comme lanceur partant. Sa moyenne de points mérités s'élève à 6,00 après 30 manches lorsqu'il est, en compagnie de Brent Lillibridge, échangé aux Red Sox de Boston le 24 juin en retour de Kevin Youkilis. Il effectue deux départs pour Boston en 2012, perdant ces deux parties au cours desquelles il accorde 14 points mérités et 17 coups sûrs en seulement 5 manches et deux tiers au monticule.
Le 28 novembre 2012, Stewart est échangé des Red Sox aux Pirates de Pittsburgh en retour d'un joueur à être nommé plus tard. Le 24 janvier 2013, les White Sox de Chicago le réclament au ballottage des Pirates et Stewart passe 2013 dans les ligues mineures avec les Knights de Charlotte, club-école de cette franchise. Le 10 mars 2014, les White Sox transfèrent Stewart aux Braves d'Atlanta.